# Limnonectes leporinus
Limnonectes leporinus é uma espécie de anfíbio da família Ranidae.
Pode ser encontrada nos seguintes países: Brunei, Indonésia e Malásia.
Os seus habitats naturais são: florestas subtropicais ou tropicais húmidas de baixa altitude, rios, plantações, jardins rurais e florestas secundárias altamente degradadas.
Está ameaçada por perda de habitat.